# École Du Breuil
Die École Du Breuil, oder École d’Horticulture et d’Aménagement Paysager de la Ville de Paris (deutsch Schule für Gartenbau und Landschaftsgärtnerei der Stadt Paris) ist eine im Jahr 1867 auf Initiative des Präfekten Haussmann gegründete Gartenbauschule der Stadt Paris. Ziel war es, Gärtner für die im Zuge der Stadtsanierung geplante Begrünung von Paris auszubilden. Die Bildungseinrichtung nimmt Schüler der Sekundarstufe zur Vorbereitung auf verschiedene Prüfungen (BEPA, Bac professionnel) auf, bereitet Abiturienten auf die Prüfung zum BTS aménagement paysager vor und bietet Gartenkurse für Privatpersonen an. Sie verfügt über eine umfangreiche Bibliothek mit Werken zum Thema Gartenbau.
Die zunächst aufgrund ihres Standortes in der Paris benachbarten Gemeinde Saint-Mandé École municipale d’arboriculture de Saint-Mandé oder kurz École de Saint-Mandé genannte Schule musste im Jahr 1931 einen Teil ihres an der Porte Daumesnil gelegenen Geländes für den Bau des Musée des Colonies (später Musée océanographique bzw. Musée de l’art africain et de l’Océanie) abtreten. Im Jahr 1936 wurde sie in den südöstlichen Teil des Bois de Vincennes auf das Gelände der ehemaligen Fasanenzucht oder Ferme de la Faisanderie aus der Zeit Napoléons III. verlegt, wo sie sich noch heute befindet. Die Schule nahm bei diesem Anlass den Namen ihres Mitbegründers und ersten Direktors  Alphonse Du Breuil an.
Das Arboretum de l’École Du Breuil ⊙ ist bekannt für die große Sammlung an Koniferen aus allen Kontinenten. Sie umfasst etwa 2000 Exemplare 800 verschiedener Arten.
Die Schule gehört zum Botanischen Garten der Stadt Paris.

## Abbildungen

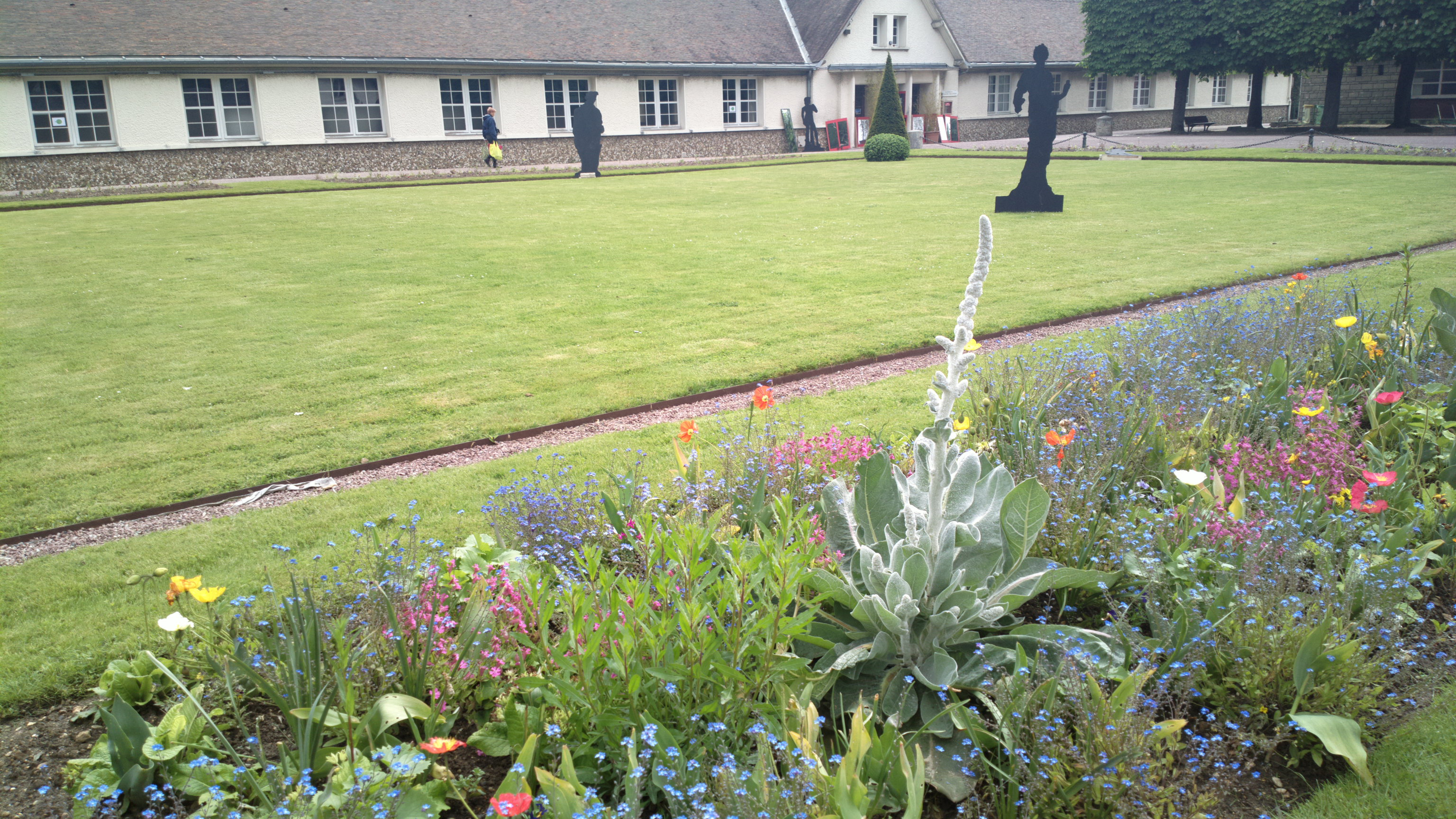
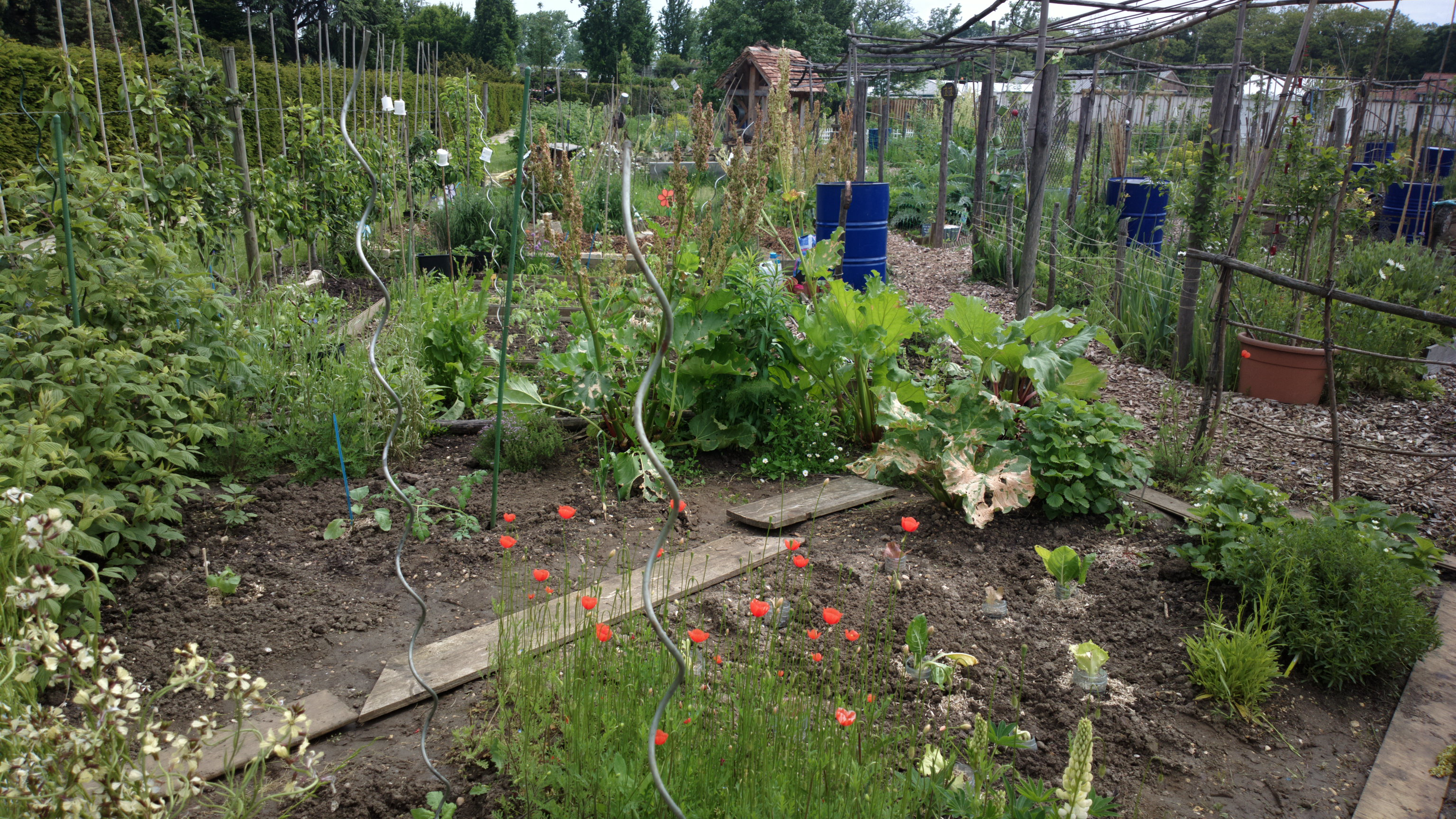
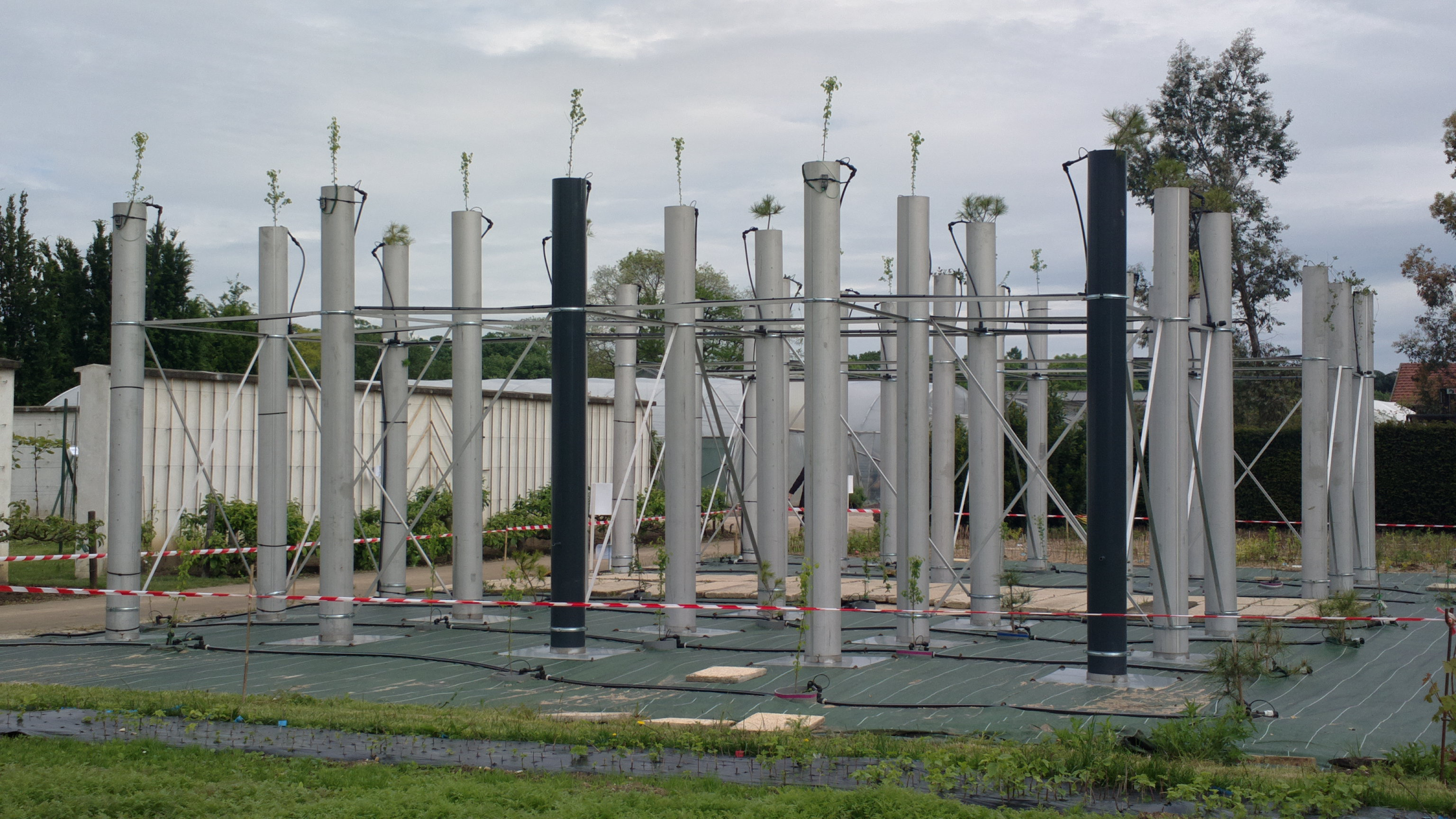
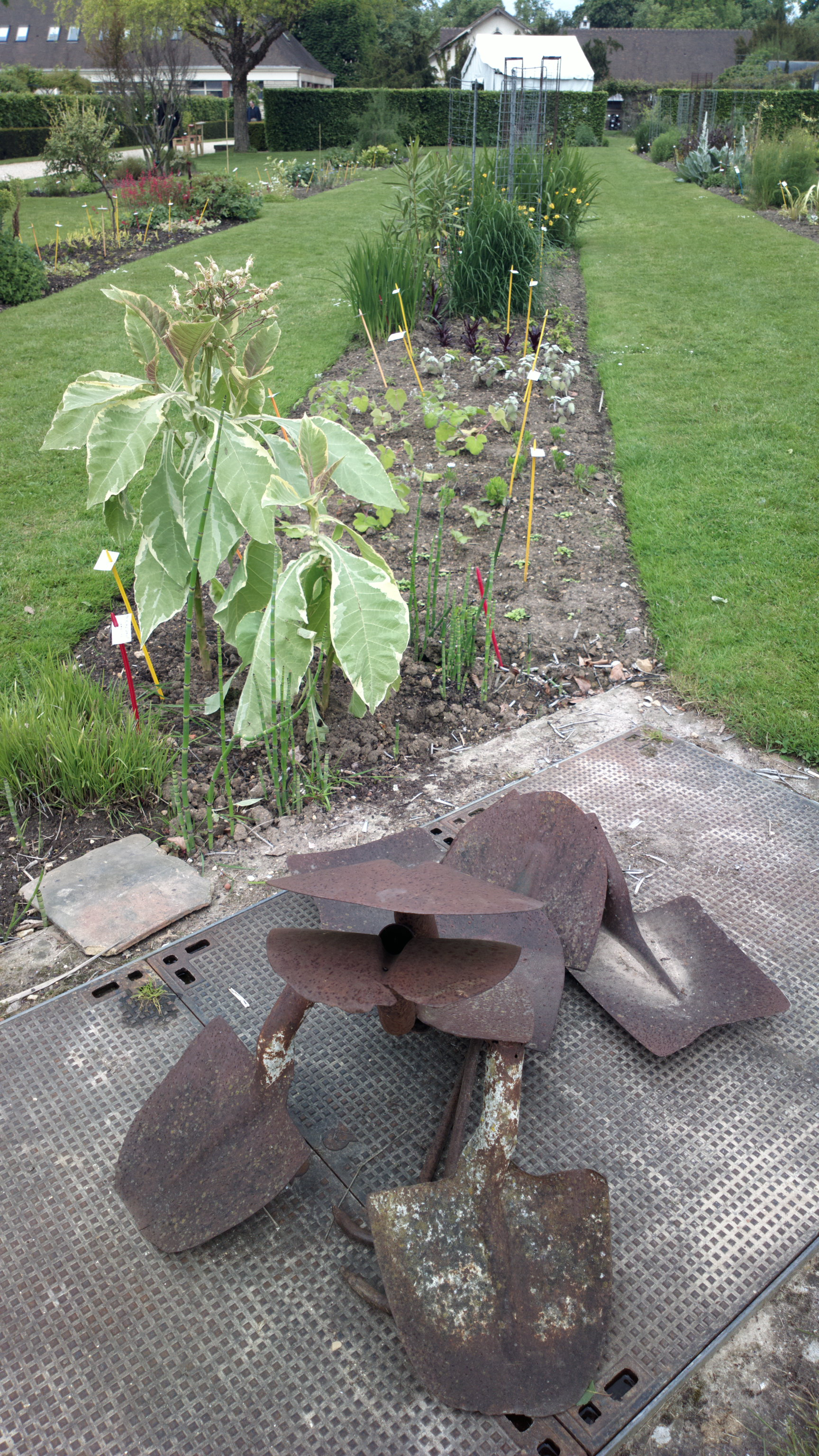
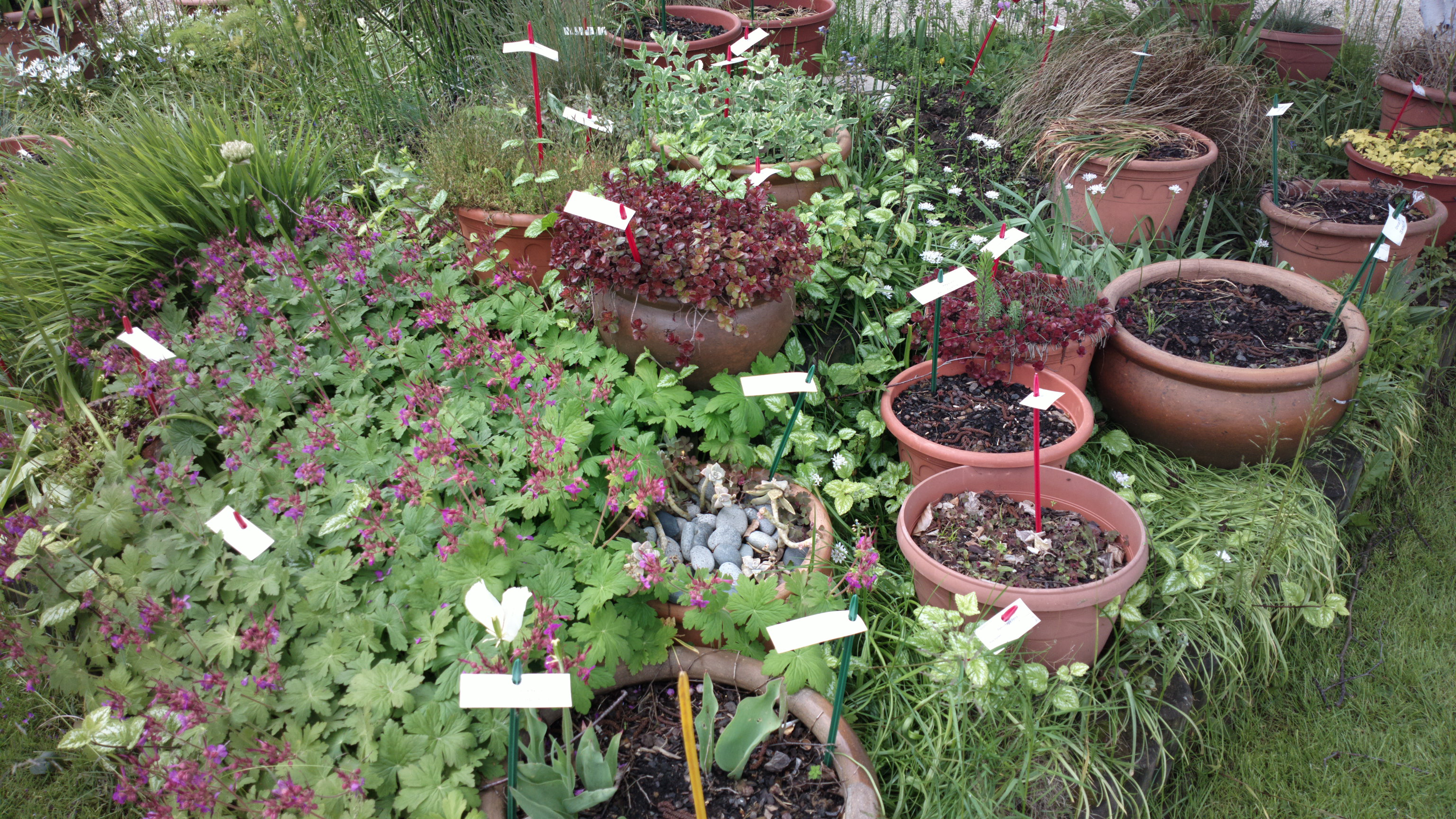
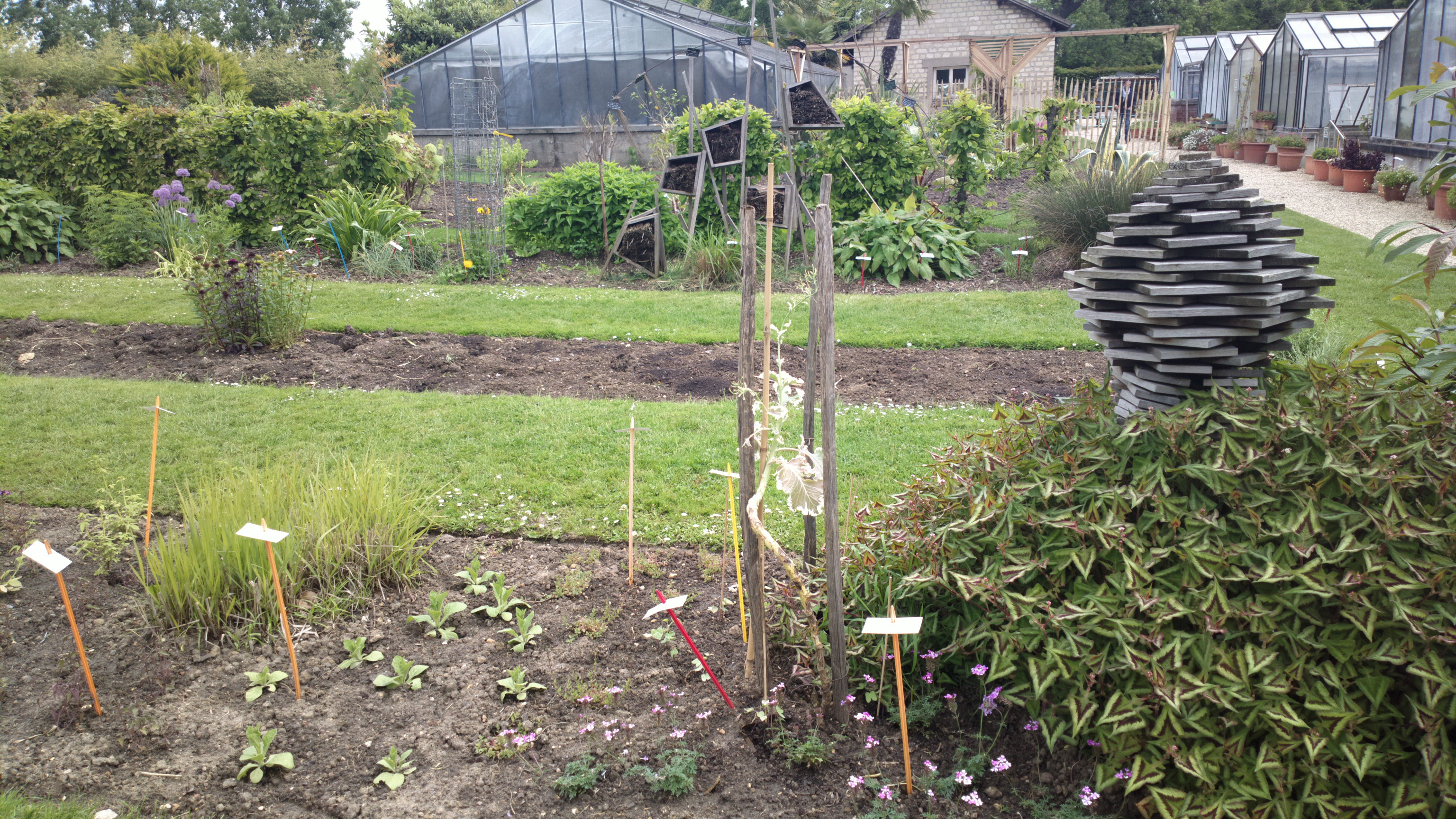